# ميليسا غونزاليس
ميليسا غونزاليس (بالإنجليزية: Melissa González) هي منافسة ألعاب القوى كولومبية وأمريكية، ولدت في 24 يونيو 1994 في إل باسو في الولايات المتحدة.

## وصلات خارجية
- ميليسا غونزاليس على موقع الاتحاد الدولي لألعاب القوى (الإنجليزية)
- ميليسا غونزاليس على موقع TFRRS.org (الإنجليزية)
- ميليسا غونزاليس على موقع أوليمبيديا (الإنجليزية)